# Iowa (음반)
| 전문가 평가          | 전문가 평가 |
| 총 점수              | 총 점수     |
| 출처                 | 점수        |
| -------------------- | ----------- |
| 메타크리틱           | 68/100      |
| 평가 점수            |             |
| 출처                 | 점수        |
| AllMusic             | [ 6 ]       |
| Alternative Press    | [ 7 ]       |
| Artistdirect         | [ 8 ]       |
| Dotmusic             | [ 9 ]       |
| Entertainment Weekly | C−          |
| Drowned in Sound     | 7/10        |
| NME                  | 8/10        |
| Playlouder           | [ 13 ]      |
| Q                    | [ 14 ]      |
| Rolling Stone        | [ 15 ]      |

《Iowa》는 미국의 헤비 메탈 밴드 슬립낫의 두 번째 스튜디오 음반이다. 밴드와 로스 로빈슨이 프로듀싱한 이 음반은 2001년 8월 28일, 로드러너 레코드에서 발매되었다. 이 타이틀은 밴드의 고향인 아이오와주에서 유래했으며, 멤버들은 이 음반이 가장 큰 영감의 원천 중 하나라고 말한다. 1999년 동명의 데뷔 음반의 성공 이후 음반에 대한 많은 기대감으로 밴드에 대한 압박이 높았다. 서로의 관계는 어려움을 겪었고, 이 시기는 나중에 커리어에서 가장 암울한 시기로 묘사되었다. 또한 이전 음반의 두 곡에만 참여한 후 기타리스트 짐 루트가 피처링한 최초의 스튜디오 음반이기도 하다. 밴드 내부의 문제와 《Iowa》의 발전에도 불구하고 슬립낫은 거의 1년 동안 이 음반을 홍보했다.
《Iowa》는 상위 9개국에서 첫 선을 보이며 큰 성공을 거두었다. 일반적으로 긍정적인 평가를 받은 이 곡에는 〈Disasterpiece〉, 〈The Heretic Anthem〉, 〈People = Shit〉, 그래미 어워드 후보에 오른 〈Left Behind〉, 〈My Plague〉 등 주목할 만한 곡들이 포함되어 있다. 데뷔보다 더 기술적인 《Iowa》는 밴드에서 가장 무겁고 어두운 음반으로 간주되었다. 영국, 미국, 캐나다에서 플래티넘 인증을 받았다.

## 녹음 및 제작
《Iowa》는 캘리포니아주 로스앤젤레스의 사운드 시티 스튜디오와 사운드 이미지 스튜디오에서 데뷔 음반을 프로듀싱한 프로듀서 로스 로빈슨과 함께 녹음 및 프로듀싱을 맡았다. 드러머 조이 조디슨과 베이시스트 폴 그레이는 2000년 10월부터 새로운 음악 작업을 함께 시작했으며, 대부분의 음반의 재료를 작곡했다. 이 기간 동안 다른 멤버들은 데뷔 후 대대적인 투어를 마친 후 휴식을 취했다. 2001년 1월 17일, 슬립낫은 새로운 자료를 녹음하기 위해 스튜디오에 들어갔다. 녹음은 1월 22일에 시작되었다. 밴드 경력의 이 시기는 최악의 시기 중 하나로 알려졌다. 조디슨은 자신과 그레이를 위한 휴식 시간이 부족하다는 점을 언급하며 "그 시기에 우리는 전쟁을 벌이게 되었다. 보컬리스트 코리 테일러의 알코올 중독, 다른 멤버들의 약물 중독, 경영 문제 등 다른 요인들이 밴드 내 관계에 영향을 미쳤다.
숀 크레이언은 "《Iowa》를 녹음하는 것은 지옥과도 같았다"라고 회상했다. "저는 자살하고 싶었습니다. 마약, 계집애, 로큰롤 등 모든 것이 있었죠. 그때 사람들은 우리를 너무 많이 기대했어요. 〈People = Shit〉은 우리가 '꺼지 말고 우리 좀 내버려둬'라고 말하는 방식이었어요."라고 말했다. 테일러는 "《Iowa》에 대해 행복한 것은 아무것도 없었다"라고 말했다. "갑자기 우리는 메탈 스타가 되었고 실제로 계획하고 있지 않았습니다.... 우리 모두는 라이프스타일과 그에 따른 문제에 휘말렸습니다. 《Iowa》가 시작될 무렵 우리 누구도 잘 알지 못하는 어둠이 깔렸습니다." 그러나 조디슨은 "《Iowa》는 첫 번째 음반 그 이상으로 우리가 정말 만들고 싶었던 음반이었다"라고 언급했다.
이 음반은 기타리스트 짐 루트가 《Slipknot》의 후반 녹음 단계에서 합류한 후, 처음으로 큰 관심을 보인 음반이다. 2001년 11월, 《기타》 매거진과의 인터뷰에서 루트는 "이 거대한 과정에 참여하게 되어 너무 신나면서도 무서웠다"고 설명하며 동료 기타리스트 믹 톰슨으로부터 좋은 성적을 내야 한다는 압박을 많이 받았다고 덧붙였다.
테일러는 《FHM》에 음반에서 자신의 퍼포먼스를 달성하기 위해 특정 상황에 처했다고 밝혔다. 클로징 타이틀곡의 보컬을 녹음하는 동안 그는 완전히 알몸으로 온몸에 구토를 하고 깨진 유리로 자해를 입었다. "바로 그 지점에서 최고의 물건이 나온다"라고 그는 설명했다. "훌륭한 물건을 만들기 전에 스스로를 무너뜨려야 합니다." 음반을 프로듀싱하던 중 로스 로빈슨은 경주용 오토바이 사고로 부상을 입었고, 그 과정에서 허리 골절상을 입었다. 그는 하루 동안 병원 치료를 받은 후 스튜디오로 돌아와 "모든 고통을 음반에 쏟았다"고 말하며 밴드의 감탄을 자아낸 것으로 알려졌다.
녹음은 2001년 3월 16일에 완료되었다.

## 곡 목록
모든 곡들은 특별한 언급이 없는 한 코리 테일러, 숀 크레이언, 폴 그레이, 조이 조디슨, 크리스 펜, 시드 윌슨, 크레이그 존스 그리고 짐 루트에 의해 작사/작곡하였다.
| #   | 제목                   | 작사·작곡                                          | 재생 시간 |
| --- | ---------------------- | -------------------------------------------------- | --------- |
| 1.  | 〈(515)〉              | 윌슨                                               | 0:59      |
| 2.  | 〈People = Shit〉      |                                                    | 3:35      |
| 3.  | 〈Disasterpiece〉      |                                                    | 5:08      |
| 4.  | 〈My Plague〉          |                                                    | 3:40      |
| 5.  | 〈Everything Ends〉    |                                                    | 4:14      |
| 6.  | 〈The Heretic Anthem〉 | 테일러, 그레이, 조디슨                             | 4:13      |
| 7.  | 〈Gently〉             | 크레이언, 그레이                                   | 4:54      |
| 8.  | 〈Left Behind〉        | 테일러, 조디슨                                     | 4:01      |
| 9.  | 〈The Shape〉          |                                                    | 3:37      |
| 10. | 〈I Am Hated〉         | 크레이언, 그레이, 조디슨, 루트, 테일러, 톰슨, 윌슨 | 2:37      |
| 11. | 〈Skin Ticket〉        |                                                    | 6:41      |
| 12. | 〈New Abortion〉       |                                                    | 3:36      |
| 13. | 〈Metabolic〉          |                                                    | 3:59      |
| 14. | 〈Iowa〉               |                                                    | 15:03     |

## 인증
| 국가                                                                                         | 인증     | 판매량/출하량 |
| -------------------------------------------------------------------------------------------- | -------- | ------------- |
| 오스트레일리아 (ARIA)                                                                        | 골드     | 35,000^       |
| 벨기에 (BEA)                                                                                 | 골드     | 25,000*       |
| 캐나다 (뮤직 캐나다)                                                                         | 플래티넘 | 100,000^      |
| 프랑스 (SNEP)                                                                                | 골드     | 100,000*      |
| 독일 (BVMI)                                                                                  | 골드     | 150,000^      |
| 일본 (RIAJ)                                                                                  | 골드     | 100,000^      |
| 네덜란드 (NVPI)                                                                              | 골드     | 40,000^       |
| 영국 (BPI)                                                                                   | 플래티넘 | 300,000       |
| 미국 (RIAA)                                                                                  | 플래티넘 | 1,000,000^    |
| *판매량을 기반으로 한 인증 · ^출하량을 기반으로 한 인증 · 판매량+스트리밍을 기반으로 한 인증 |          |               |